# Qarabagh (huyện), Ghazni
Qarabagh là một huyện thuộc tỉnh Ghazni, Afghanistan. Dân số thời điểm năm 1999 là 109,307 người.